# 17435 ді Джіованні
17435 ді Джіованні (17435 di Giovanni) — астероїд головного поясу, відкритий 26 вересня 1989 року.
Тіссеранів параметр щодо Юпітера — 3,383.